# No Protection
No Protection (en español: «Sin protección») es el título del segundo álbum de estudio grabado por la banda de AOR estadounidense Starship. Fue lanzado al mercado por las compañías discográficas Grunt Records y RCA Records el 27 de julio de 1987. El disco incluye Nothing's Gonna Stop Us Now, la canción que alcanzó el primer puesto del Billboard Hot 100 en abril del mismo año, y It's Not Over ('Til It's Over), canción que estuvo entre los primeros 10 puestos del mencionado ranking. 
Este fue el último álbum de Starship que tuvo como vocalista a Grace Slick, ya que ella se marchó del grupo 2 años después en 1989.

## Lista de canciones
| N.º   | Título                           | Escritor(es)                                 | Productor(es)         | Duración |  |
| 1.    | «Beat Patrol»                    | Johnny Warman                                | Peter Wolf            | 4:25     |  |
| 2.    | «Nothing's Gonna Stop Us Now»    | Diane Warren Albert Hammond                  | Narada Michael Walden | 4:30     |  |
| 3.    | «It's Not Over ('Til It's Over)» | Robbie Nevil John Van Tongeren Phil Galdston | Keith Olsen           | 4:17     |  |
| 4.    | «Girls Like You»                 | Craig Chaquico Steve Diamond Mickey Thomas   | P. Wolf               | 4:16     |  |
| 5.    | «Wings of a Lie»                 | P. Wolf Ina Wolf                             | P. Wolf               | 4:58     |  |
| 6.    | «The Children»                   | Martin Page Clif Magness                     | P. Wolf               | 5:40     |  |
| 7.    | «I Don't Know Why»               | Grace Slick Jeff Pennig Michael Luna         | P. Wolf               | 4:08     |  |
| 8.    | «Transatlantic»                  | Anton Fig Galdston                           | Olsen                 | 4:17     |  |
| 9.    | «Say When»                       | David Roberts                                | Olsen                 | 4:23     |  |
| 10.   | «Babylon»                        | Slick Tommy Funderburk Larry Williams        | Olsen                 | 4:37     |  |
| 11.   | «Set the Night to Music»         | Warren                                       | P. Wolf               | 4:47     |  |
| 49:44 |                                  |                                              |                       |          |  |

## Miembros de la banda
- Grace Slick – Vocalista
- Mickey Thomas – Vocalista
- Craig Chaquico – Guitarra
- Donny Baldwin – Batería y Programaciones

## Músicos adicionales
- Coro - Tommy Funderburk (pistas: A2, B4, B5)
- Voces de acompañamiento [Adicional] - Brett Bloomfield (pistas: A1, A4 a B2, B5), Clif Magness (pistas: A1, A4 a B2, B5), Ina Wolf (pistas: A1, A4 a B2, B5), Jeff Pescetto (pistas: A1, A4 a B2, B5), Jim Gilstrap (pistas: A2), Kitty Beethoven (pistas: A2), Maxi Anderson (pistas: A1, A4 a B2, B5), Oren Waters

(pistas: A1, A4 a B2, B5), Philip Ingram * (pistas: A1, A4 a B2, B5), Sharon Hendrix (pistas: A1, A4 a B2, B5), Siedah Garrett (pistas: A1, A4 a B2, B5)
- Tripulación: Bill Goodman (2), Bill Laudner, Collyer Spreen, Eric Van Soest, Geoff Grace (3), Greg Price (4), Jeff Webb, Ralph (R.P.) Pavoni, Skip Johnson

Drums [Drum Sampling]
- Percusion [E-mu SP 12] - "Bongo" Bob * (pistas: A2)
- Batería [LinnDrum] - Narada Michael Walden (pistas: A2)
- Teclados - Alan Pasqua (pistas: A2, B4, B5), Larry Williams (pistas: A2, B4, B5)
- Teclados, bajo - Bill Cuomo (pistas: A2, B4, B5), Peter Wolf (3) (pistas: A1, A4 a B2, B5)
- Teclados, secuencias, bajo [Moog Modular] - Walter Afanasieff (pistas: A2)

## Créditos del álbum
- Masterizado por - Bernie Grundman
- Otro [Manager] - Bill Thompson
- Productor - Keith Olsen (pistas: 2)
- Productor, Arreglos - Narada Michael Walden (pistas: 3, 8 a 10), Peter Wolf (3) (pistas: 1, 4 a 7, 11)
- Coordinación de Producción - Skip Johnson
- Grabado y mezclado por - Brian Foraker (pistas: 2), Brian Malouf (pistas: 1, 4 a 7, 11), David Frazer (pistas: 3, 8 a 10)
- Ingeniero [Adicional] - Dan Garcia (pistas: A1, A4 a B2, B5), Ed Thacker (pistas: A1, A4 a B2, B5), John Van Ness * (pistas: A1, A4 a B2, B5)
- Ingeniero [Asistente] - Bino Espinoza, Dana Chappele *, David Luke, Ron Dasilva, Stephen Krause, Steve Holroyd
- Fotografías - Jeff Katz (2)
- Dirección de Arte y Diseño Gráfico - Diseño Raess, Ted Raess

## Puestos en rankings
Álbumes
| Año  | Ranking           | Posición |
| ---- | ----------------- | -------- |
| 1987 | The Billboard 200 | 12       |

Canciones
| Año  | Sencillo                       | Ranking                | Posición |
| ---- | ------------------------------ | ---------------------- | -------- |
| 1987 | Nothing's Gonna Stop Us Now    | Adult Contemporary     | 1        |
| 1987 | Nothing's Gonna Stop Us Now    | The Billboard Hot 100  | 1        |
| 1987 | Nothing's Gonna Stop Us Now    | Mainstream Rock Tracks | 16       |
| 1987 | Beat Patrol                    | The Billboard Hot 100  | 46       |
| 1987 | It's Not Over ('Til It's Over) | The Billboard Hot 100  | 9        |